# 59239 Альхазен
59239 Альхазен (1999 CR2, 1982 BD4, 2001 QS79, 59239 Alhazen) — астероїд головного поясу, відкритий 7 лютого 1999 року.
Тіссеранів параметр щодо Юпітера — 3,588.